# Nowosiady (sielsowiet Holszany)
Nowosiady (biał. Навасяды; ros. Новосяды) − wieś na Białorusi, w obwodzie grodzieńskim, w rejonie oszmiańskim, w sielsowiecie Holszany.

## Historia
W czasach zaborów zaścianek w gminie Holszany, w powiecie oszmiańskim, w guberni wileńskiej Imperium Rosyjskiego. W 1866 roku miała 43 dusze rewizyjne, należała do dóbr Remajkiszki, własność Salmanowiczów. 
W latach 1921–1945 leżała w Polsce, w województwie wileńskim, w powiecie oszmiańskim, w gminie Holszany.
W 1931 w 33 domach zamieszkiwały 202 osoby.
Wierni należeli do parafii rzymskokatolickiej w Holszanach. Miejscowość podlegała pod Sąd Grodzki w Holszanach i Okręgowy w Wilnie; właściwy urząd pocztowy mieścił się w Holszanach.
Po II wojnie światowej w granicach Związku Sowieckiego. Od 1991 w niepodległej Białorusi.